# Gnucleus
Gnucleus es un cliente de las redes Gnutella y Gnutella2 para Microsoft Windows. La biblioteca GnucDNA originalmente fue escrita como parte de este proyecto. Al igual que GnucDNA, Gnucleus está disponeble bajo la licencia GNU General Public License.
El cliente fue diseñado para ser fácil de usar pero sin reducir el número de opciones. Gnucleus implementa varias opciones incluyendo capacidad Ultapeer en Gnutella, múltiples fuentes de descarga en el enjambre, intercambio parcial de archivos, intercambio de archivos usando SHA1 y soporte para servidores proxy.